# 短颖楔颖草
短颖楔颖草（学名：Apocopis breviglumis）为禾本科楔颖草属下的一个种。